# کارآگاه راکفورد
کارآگاه راکفورد با نامِ اصلیِ پرونده‌های راکفورد (انگلیسی: The Rockford Files) نام یک مجموعهٔ درام تلویزیونی آمریکایی است که نخستین بار، از سال ۱۹۷۴ تا ۱۹۸۰ میلادی از شبکهٔ ان‌بی‌سی پخش شد و امروزه نیز برخی کانالهای تلویزیونی آن را بازپخش می‌کنند.
در سال ۲۰۰۲ میلادی، مجلهٔ تی‌وی گاید این سریال را در ردهٔ سی و نهم از «۵۰ سریال برتر تلویزیونی در تمام دوران» قرار داد.
موسیقی متن این مجموعه نیز به رتبهٔ دهم در جدول بیلبورد هات ۱۰۰ دست یافت و ۱۶ هفته نیز در بیلبورد باقی ماند و در سال ۱۹۷۵ میلادی، برندهٔ جایزه گرمیِ «بهترین تنظیمِ موسیقی در یک آهنگ بی‌کلام» شد.
فصل اول تا چهارم این مجموعه تلویزیونی، در سال‌های ۱۳۵۵ تا ۱۳۵۶ خورشیدی، با همین نام و با دوبلهٔ فارسی، از شبکه دوم تلویزیون ملی ایران پخش شد.